# Angelo Heilprin

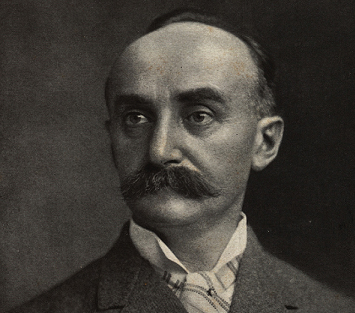
Angelo Heilprin

Angelo Heilprin (* 31. März 1853 in Sátoraljaújhely; † 7. Juli 1907 in New York) war ein amerikanischer Naturkundler, Geologe, Paläontologe, Künstler und Fotograf.

## Leben
Angelo Heilprin wuchs als Sohn des Bibelwissenschaftlers Michael Heilprin (1823–1888) im Nordosten Ungarns auf und hatte mit Louis Heilprin einen Bruder. 1856 emigrierte er mit seinem Vater in die Vereinigten Staaten. Einige Jahre später kehrte er nach Europa zurück und studierte von 1876 bis 1878 an der Royal School of Mines in London, der Kaiserlichen geologischen Gesellschaft in Wien sowie in Florenz und Genf. Anschließend reiste er wieder in die USA.

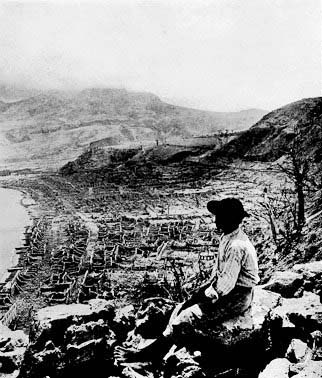
Eine der berühmtesten Aufnahmen der Fotoserie Heilprins vom Mont Pelé: Die zerstörte Stadt Saint-Pierre mit dem in Nebel gehüllten Gipfel des Vulkans im Hintergrund

Von 1880 bis 1900 hatte Heilprin die Lehrstühle für Paläontologie Wirbelloser und Geologie an der Academy of Natural Sciences in Philadelphia inne und war zwischen 1883 und 1892 zugleich der zuständige Kurator des dortigen Museums. Darüber hinaus wirkte er von 1885 bis 1890 als Dozent für Geologie am ebenfalls in Philadelphia beheimateten Wagner Free Institute of Science und war mit einer Amtszeit von sieben Jahren der erste Präsident der Geographical Society of Philadelphia. 1886 unternahm er eine Reise nach Florida, um die geologische Struktur der Halbinsel zu untersuchen und zwei Jahre darauf forschte er mit dem gleichen Ziel auf Bermuda. Angelo Heilprin organisierte 1890 eine Expedition nach Mexiko für Forschungen auf dem Zentralplateau und bestieg im Zuge dieser die Vulkane Iztaccíhuatl, Citlaltépetl und Popocatépetl, deren Höhe er anhand barometrischer Messungen bestimmte. Heilprin forschte jedoch auch in den Polargebieten und trat beispielsweise 1892 als Leiter der Expedition Robert Edwin Pearys nach Grönland in Erscheinung. 1900 nahm er ein Angebot der Yale University für einen Lehrstuhl in Geographie an.
1901/1902 initiierte er die Gründung des American Alpine Clubs.
Große Berühmtheit erlangte Angelo Heilprin durch seine Untersuchungen am Vulkan Montagne Pelée auf der französischen Karibikinsel Martinique, den er im Jahre 1902 nach dessen katastrophalem Ausbruch mit 30.000 Toten bereiste. Er bestieg den Berg, kletterte in den Krater und erstellte eine noch heute sehr bekannte Fotoserie des Vulkans und der Zerstörungen, die ihn auch außerhalb der wissenschaftlichen Kreise äußerst bekannt machte. Im Folgejahr besuchte er die Insel erneut.
1905 war er gemeinsam mit seinem Bruder an der Erstellung der neuen Auflage des Ortslexikons Lippincott's New Gazetteer beteiligt. Angelo Heilprin verstarb 1907 im Alter von nur 54 Jahren. Posthum ehrte man ihn als Namensgeber von zwei Tierarten:
- in der Familie der Rabenvögel in der Gattung Blauraben erhielt die Art Fliederblaurabe die lateinische Bezeichnung Cyanocorax heilprini;
- der Laubfrosch Hypsiboas heilprini ist auch nach ihm genannt.

Seit 1883 war er gewähltes Mitglied der American Philosophical Society.

## Künstlerisches Wirken
Neben seinen wissenschaftlichen Arbeiten betätigte sich Angelo Heilprin zeitweilig auch als Künstler. So präsentierte er 1880 in der renommierten Pennsylvania Academy of the Fine Arts die Malerei Autumn's First Whisper. 1883 folgte im Museum of Fine Arts in Boston die Schau Forest Exiles.

## Veröffentlichungen (Auswahl)
- 1884: Contributions to the Tertiary Geology and Palæontology of the United States
- 1885: Town Geology, the Lesson of the Philadelphia Rocks
- 1887: The Geographical and Geological Distribution of Animals
- 1888: The Geological Evidences of Evolution
- 1889: Physical History and Zoology of the Bermuda Islands
- 1890: Principles of Geology
- 1893: The Arctic Problem and Narrative of the Peary Relief Expedition
- 1896: The Earth and Its Story
- 1899: Alaska and the Klondike
- 1903: Mount Pelée and the Tragedy of Martinique
- 1905: The Tower of Pelée